# Weltklasse Zürich 2015

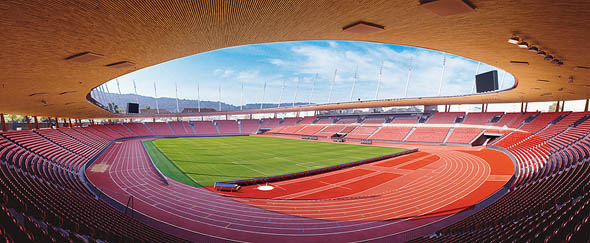
Švýcarský atletický stadion

Weltklasse Zürich 2015 byl lehkoatletický mítink, který se konal 3. září 2015 ve švýcarském městě Curych. Byl součástí série mítinků Diamantové ligy 2015.

## Výsledky
- Archiv výsledků zde [1]

### Muži
| Disciplína      | 1. místo                     | 2. místo                  | 3. místo                     |
| 200 m           | Alonso Edward 20,03          | Rasheed Dwyer 20,20       | Anaso Jobodwana 20,24        |
| 400 m           | LaShawn Merritt 44,18        | Kirani James 44,28        | Wayde van Niekerk 44,35      |
| 1500 m          | Asbel Kipruto Kiprop 3:35,79 | Elijah Manangoi 3:36,01   | Robert Kiptoo Biwott 3:36,04 |
| 3000 m překážek | Paul Kipsiele Koech 8:10,24  | Jairus Birech 8:15,64     | Evan Jager 8:18,39           |
| 110 m překážek  | Sergej Šubenkov 13,14        | David Oliver 13,30        | Orlando Ortega 13,30         |
| Skok do výšky   | Mutaz Essa Baršim 232 cm     | Bohdan Bondarenko 230 cm  | Zhang Guowei 230 cm          |
| Skok daleký     | Greg Rutherford 832 cm       | Marquis Dendy 832 cm      | Fabrice Lapierre 827 cm      |
| Hod diskem      | Robert Urbanek 65,78 m       | Piotr Małachowski 65,04 m | Gerd Kanter 64,38 m          |

### Ženy
| Disciplína     | 1. místo                            | 2. místo                                  | 3. místo                     |
| 100 m          | Shelly-Ann Fraserová-Pryceová 10,93 | Blessing Okagbareová 10,98                | Tori Bowieová 11,06          |
| 800 m          | Eunice Jepkoech Sumová 1:59,14      | Lynsey Sharpová 1:59,37                   | Fabienne Kohlmann 1:59,68    |
| 3000 m         | Almaz Ayanaová 8:22,34              | Genzebe Dibabaová 8:26,54                 | Senbere Teferi 8:34,32       |
| 400 m překážek | Zuzana Hejnová 54,47                | Sara Petersenová 54,57                    | Georganne Moline 54,89       |
| Skok o tyči    | Nikoléta Kiriakopoúlou 477 cm       | Fabiana Murerová Yarisley Silvaová 472 cm |                              |
| Skok daleký    | Ivana Španovićová 702 cm            | Tianna Bartolettaová 697 cm               | Shara Proctorová 658 cm      |
| Vrh koulí      | Christina Schwanitzová 19,91 m      | Michelle Carterová 19,12 m                | Anita Mártonová 18,42 m      |
| Hod oštěpem    | Barbora Špotáková 64,31 m           | Elizabeth Gleadle 62,70 m                 | Katharina Molitorová 62,43 m |